# Five Points Cemetery
Le Five Points Cemetery  est un cimetière militaire de la Première Guerre mondiale, situé sur le territoire de la commune de Léchelle (Pas-de-Calais), dans le département du Pas-de-Calais, à l'est d'Arras.

## Localisation
Ce cimetière est situé en plein champ, à 800 mètres au sud-est du village. À partir de la rue de la Gare, il est accessible en empruntant un étroit sentier sur 150 mètres environ.

## Histoire

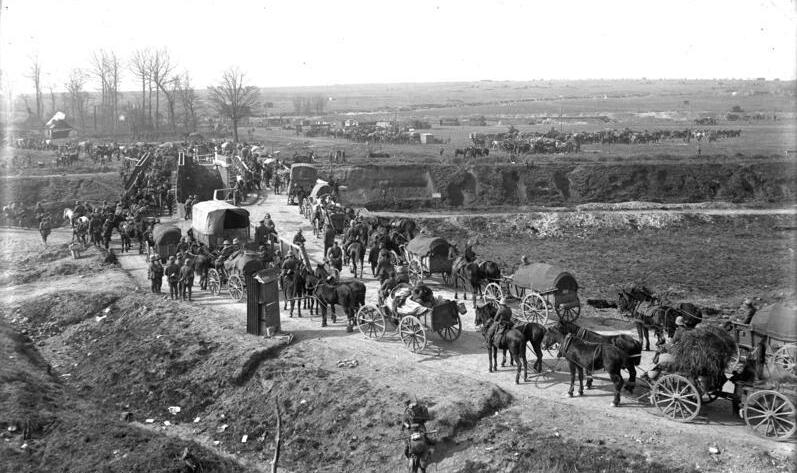
24 mars 1981: début de la bataille du Kaiser en vue de reconquérir l'ouest du front. L'armée allemande franchit le canal du Nord à Étricourt-Manancourt, juste à côté de Léchelle (Photo : archives fédérales allemandes).

Léchelle est occupée par les troupes allemandes dès fin août 1914.
Fin mars 1917, les alliés lancent la bataille d'Arras en vue de reconquérir le secteur. Le village est pris par les troupes du Commonwealth fin mars 1917. Il sera de nouveau perdu fin mars 1918 lors de l'offensive du Printemps de l'armée allemande, puis repris définitivement les 20. 21 et 22 septembre suivant lors de l'offensive des Cent-Jours.
C'est lors de cette attaque qu'ont péri les 101 soldats qui ont été inhumés sur le lieu des combats.

## Caractéristiques
Ce cimetière a un plan quasi rectangulaire de 18 × 12 m ; il est entièrement clos d'un muret de moellons.

## Sépultures
| Pays             | Sépultures |
| ---------------- | ---------- |
| Royaume-Uni      | 100        |
| Inde britannique | 1          |
| Total            | 101        |

## Galerie

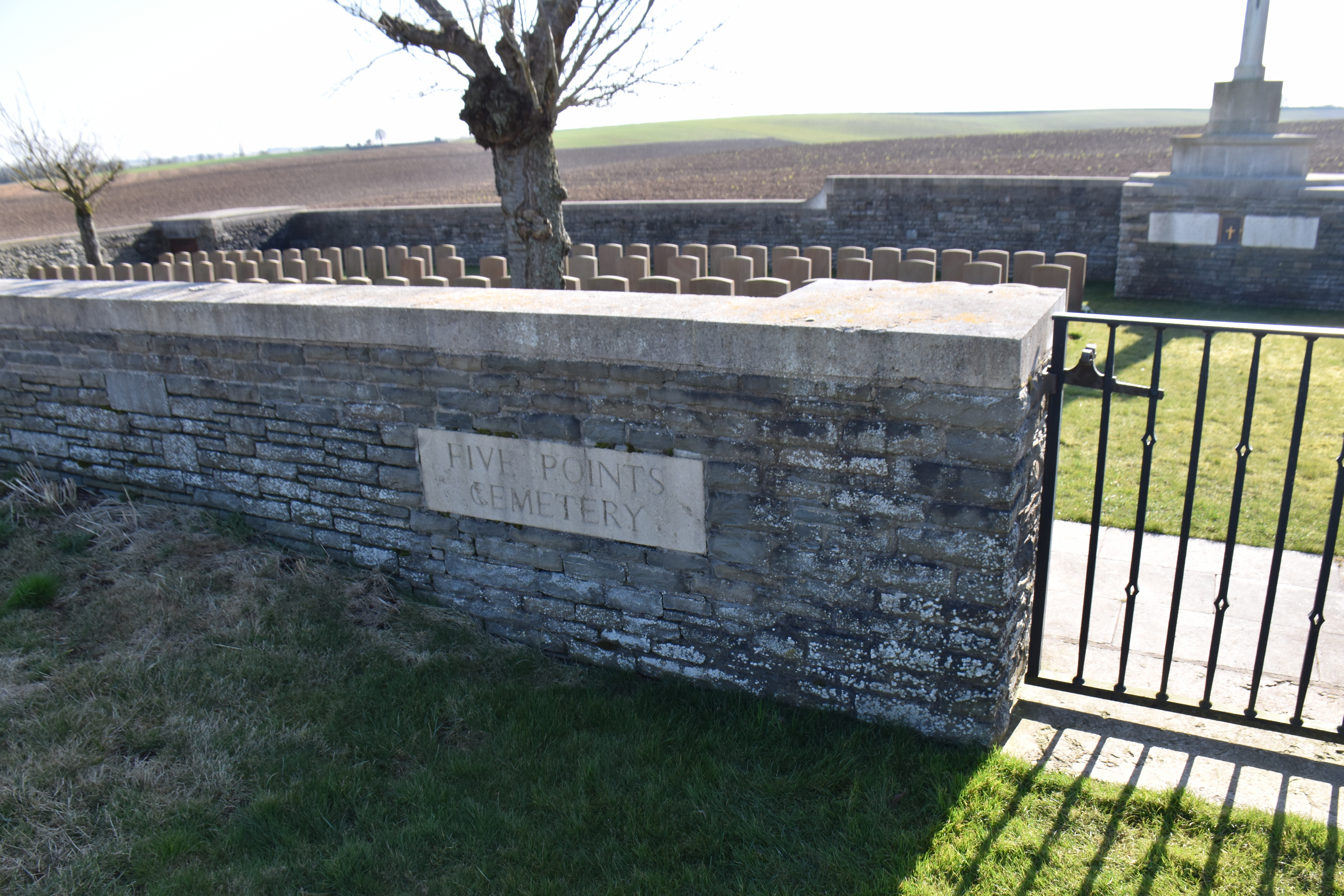
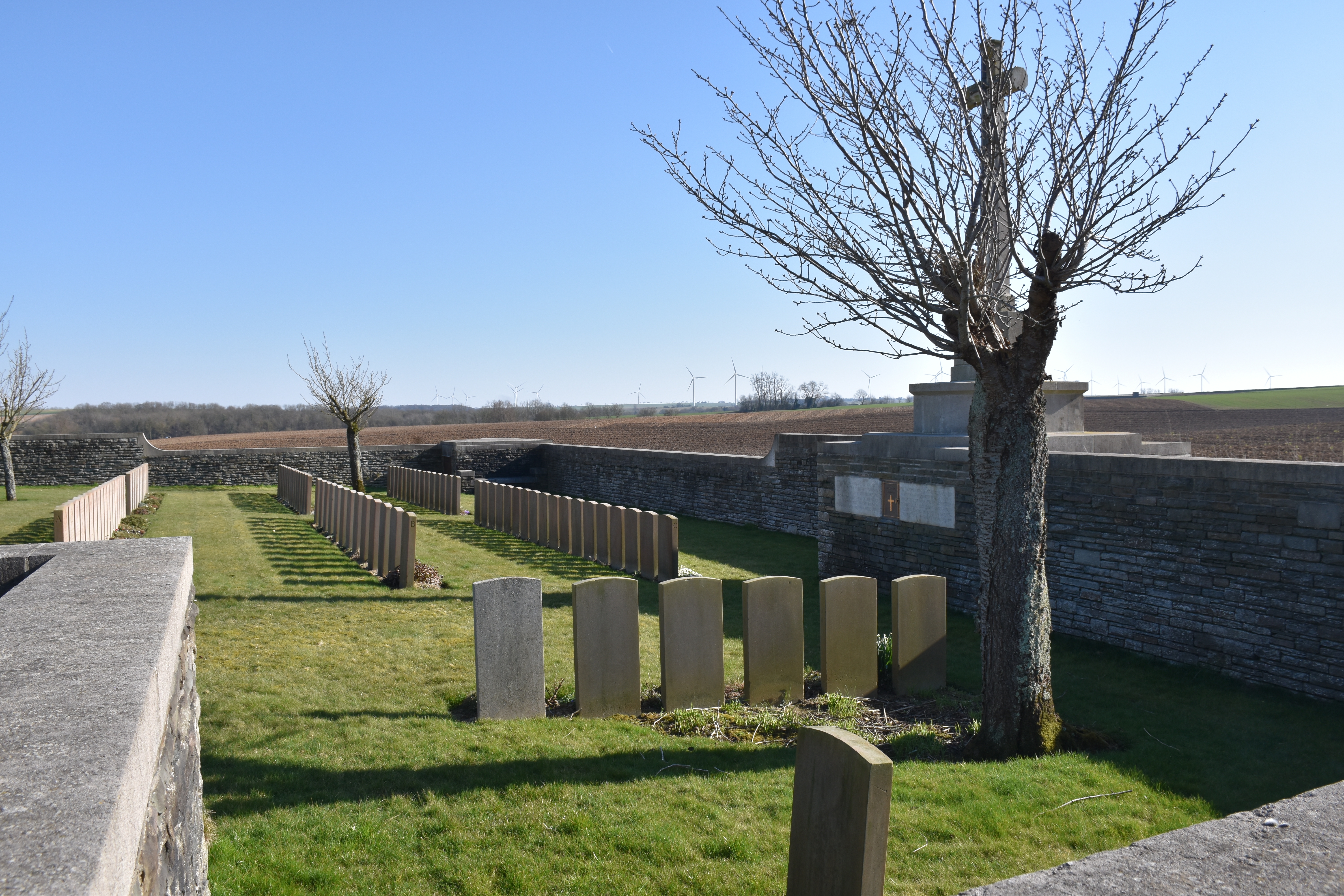
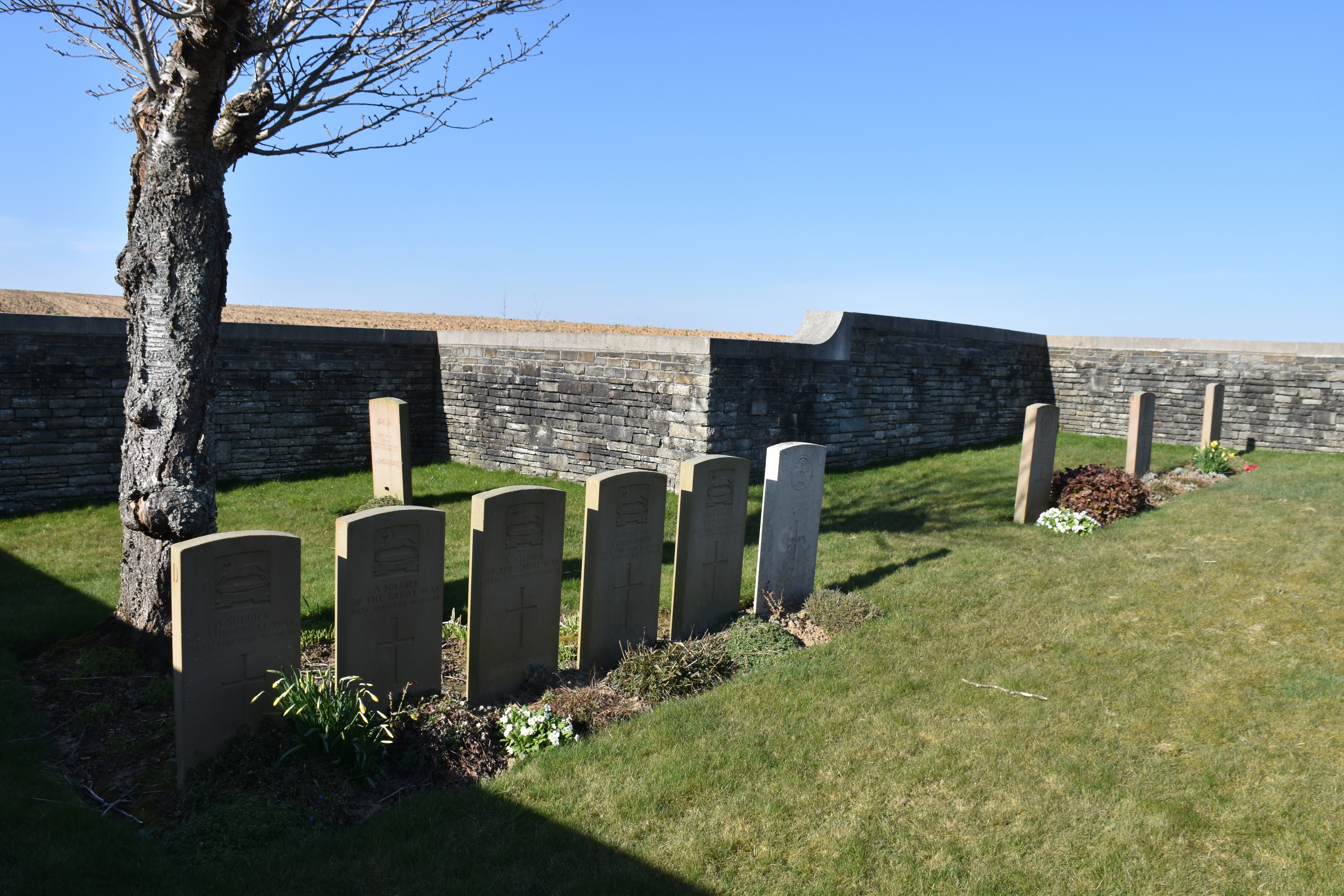
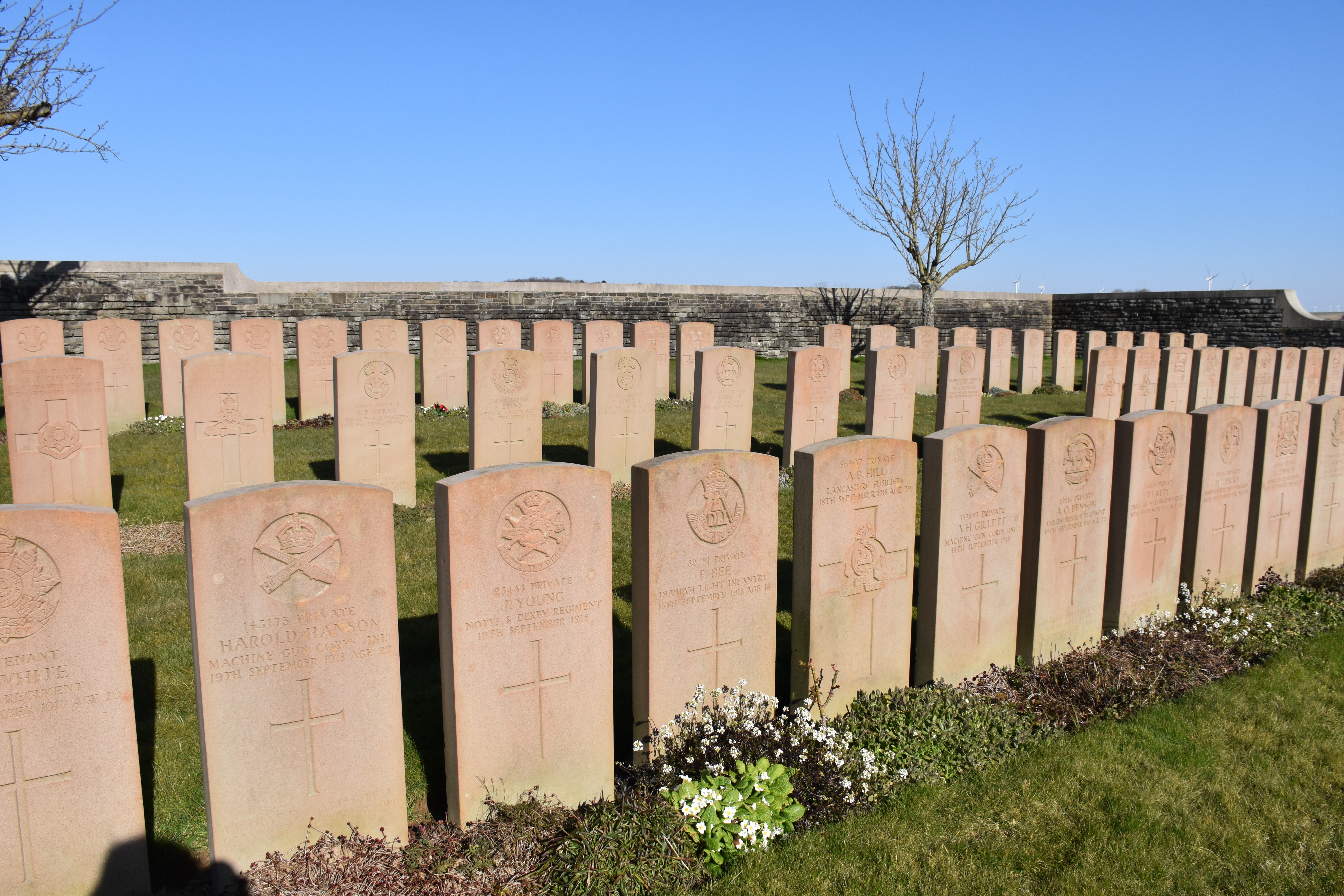
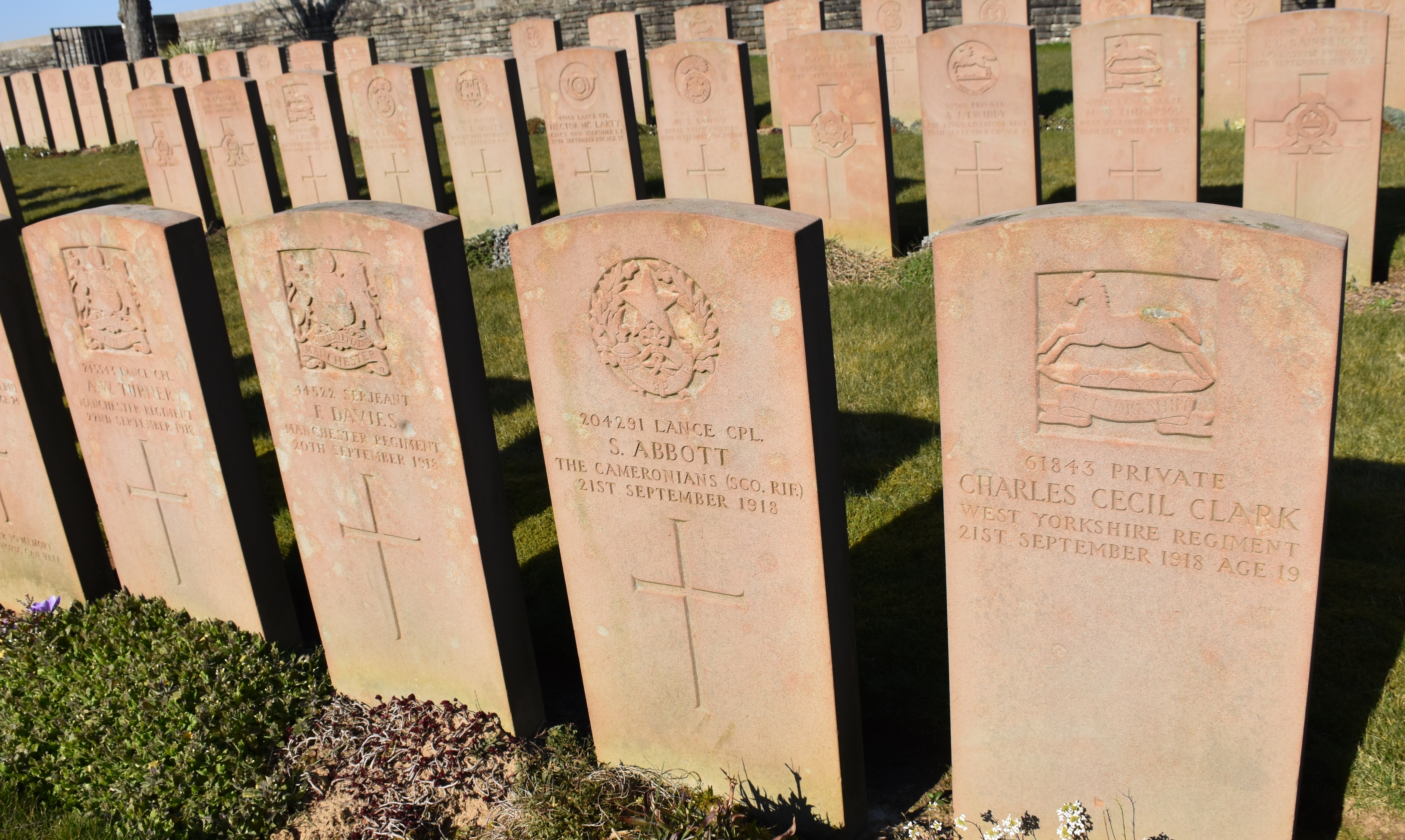
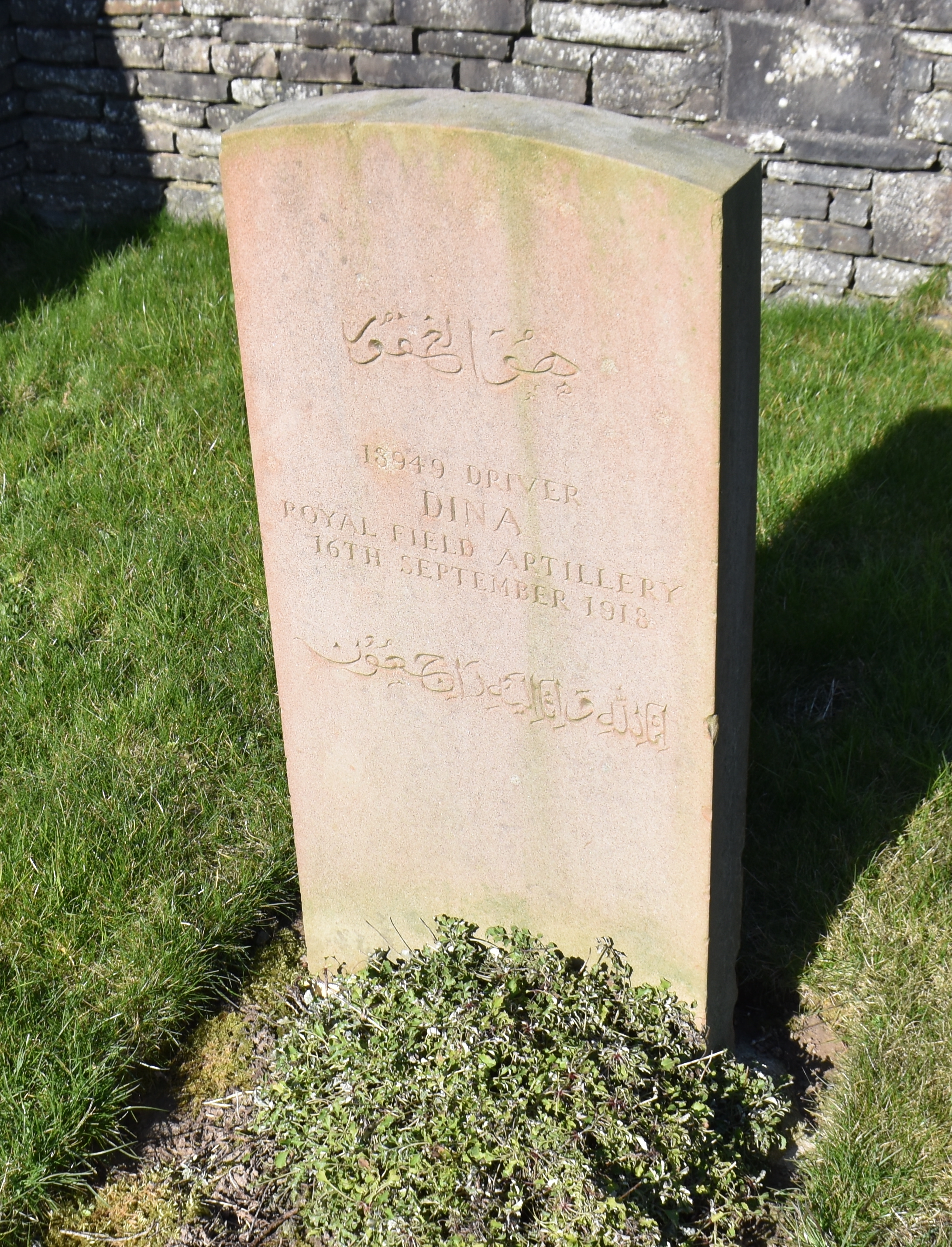
Tombe du soldat des Indes britanniques.

## Pour approfondir